# Дерзен (фема)
Фема Дерзен або Дерджан (грец. θέμα Δερζηνής) — військово-адміністративна одиниця Візантійської імперії (фема), яка розташовувалась на сході Малої Азії (сучасна Туреччина). Назва походить від міста та місцини Дерзен. Одна з так званих прикордонних «малих фем». Утворено близько 936 року. Припинила існування близько 1001 року внаслідок об'єднання з фемами Іверія і Колонеа.

## Історія
У 920-х роках Візантійська імперія почала поступовий наступ на мусульманські емірати на сході Малої Азії. На початку 930-х років доместік схол Сходу Іоанн Куркуас здійснив низку успішних походів, що дозволило закріпитися візантійцям на цих землях. Мід 936 та 938 роках в якості форпосту для подальшого наступу було створено фему Дерзен. Вона повинна була прикривати феми Халдія та Колонеа зі сходу. На півночі проти феми діяли грузинські володаря князівства Тао-Кларджеті.
Протистояння військ феми Дерзен та армій мусульманської держави Мервандидів тривало до 980-х років. Водночас стратеги феми брали участь у придушенні заколоту Барда Скліра, у 978 році, але згодом підтримали заколот Барди Фоки. Успішні дії візантійських військ у 980—990-х роках на Кавказі, зокрема перемоги на племенами курдів, приєднання Південного тао та утворення феми Іверія сприяли посиленню тут влади імперії. Разом з тим фема дерзен втратила свій прикордонний характер. В результаті за рішенням імператора Василя II після 1001 року її було розділено між фемами Іверія та Колонеа, можливо частина відійшла фемам Месопотамія і Васпуракан.

## Адміністрація
Охоплювала область колишньої Малої Вірменії, розташовувалася між фемою Васпураканом — на сході, фемою Іверією — на північному заході та фемою Колонеа — на заході, фемами — Месопотамією і Тефріка на півдні. Центром була фортеці Дерзен. На чолі стояв стратег, який до 980-х років часто поєднував свою посаду з посадою стратега феми Тарон.

## Відомі стратеги
- Лев (969—973)